# 부안 장씨
부안 장씨(扶安 張氏)는 전북특별자치도 부안군을 본관으로 하는 한국의 성씨이다.

## 역사
전북특별자치도 부안군을 본관으로 하는 한국의 성씨이며 부안 장씨의 시조(始祖)인 장을호(張乙湖)라는 고려 시대 관료는 원래 안동 장씨 시조 장정필(張貞弼)의 7세손이며 동시에 장금용(張金用)에게는 현손이 되는데 그는 고려 인종(仁宗) 때 좌복야(左僕射)로서 부령군(扶寧君)에 봉해졌다고 전해진다. 이에 후손들이 그를 시조로, 부안을 본관(本官)으로 하여 세계(世系)를 이어왔다고 한다.

## 과거 급제자
부안 장씨는 조선시대 문과 급제자 1명, 무과 급제자 5명, 사마시 6명을 배출하였다.
문과
장익(張翼)
무과
장막생(張莫生) 장문규(張文圭) 장여문(張汝文) 장자의(張子儀) 장점복(張漸福)
생원시
장맹현(張孟賢) 장백란(張伯鸞) 장여필(張汝弼) 장후식(張後栻)
진사시
장맹현(張孟賢) 장식(張拭)

## 인물
- 장홍렬(張洪烈, 1935년 ~ ) : 제13대 조달청장
- 장명근(張明根, 1938년 ~ ) : 제8대 법제처 차장

## 인구
- 2000년 824가구 2,594명

## 분적된 성씨 본관
- 무안 장씨(務安 張氏)는 전라남도 무안군을 본관으로 한다.
- 선산 장씨(善山 張氏)는 경상북도 구미시 선산읍을 본관으로 한다.
- 흥해 장씨(興海 張氏)는 경상북도 포항시 북구 흥해읍을 본관으로 한다.
- 홍천 장씨(洪川 張氏)는 강원특별자치도 홍천군을 본관으로 한다.
- 안양 장씨(安養 張氏)는 경기도 안양시를 본관으로 한다.
- 송화 장씨(松禾 張氏)는 황해도 송화군을 본관으로 한다.
- 덕천 장씨(德川 張氏)는 평안남도 덕천군을 본관으로 한다.
- 장연 장씨(長淵 張氏)는 황해도 장연군을 본관으로 한다.
- 영월 장씨(寧越 張氏)는 강원특별자치도 영월군을 본관으로 한다.
- 밀양 장씨(密陽 張氏)는 경상남도 밀양시를 본관으로 한다.
- 안성 장씨(安城 張氏)는 경기도 안성시를 본관으로 한다.
- 당진 장씨(唐津 張氏)는 충청남도 당진시를 본관으로 한다.
- 대구 장씨(大邱 張氏)는 대구광역시를 본관으로 한다.
- 남원 장씨(南原 張氏)는 전북특별자치도 남원시를 본관으로 한다.
- 장택 장씨(長澤 張氏)는 경기도 평택시 송탄동을 본관으로 한다.
- 회덕 장씨(懷德 張氏)는 대전광역시 대덕구를 본관으로 한다.
- 장수 장씨(長水 張氏)는 전북특별자치도 장수군을 본관으로 한다.
- 승편 장씨(昇片 張氏)는 전라남도 영광군을 본관으로 한다.
- 인덕 장씨(仁德 張氏)는 경기도 시흥시를 본관으로 한다.
- 평택 장씨(平澤 張氏)는 경기도 평택시를 본관으로 한다.
- 교동 장씨(喬桐 張氏)는 인천광역시 강화군 교동면을 본관으로 한다.
- 대전 장씨(大田 張氏)는 대전광역시를 본관으로 한다.
- 한양 장씨(漢陽 張氏)는 서울특별시를 본관으로 한다.
- 부여 장씨(扶餘 張氏)는 충청남도 부여군을 본관으로 한다.
- 춘천 장씨(春川 張氏)는 강원특별자치도 춘천시를 본관으로 한다.
- 제주 장씨(濟州 張氏)는 제주특별자치도 제주시를 본관으로 한다.
- 하산 장씨(河山 張氏)는 경상남도 하동군을 본관으로 한다.
- 함평 장씨(咸平 張氏)는 전라남도 함평군을 본관으로 한다.
- 창원 장씨(昌原 張氏)는 경상남도 창원시를 본관으로 한다.
- 청주 장씨(淸州 張氏)를 충청북도 청주시를 본관으로 한다.
- 천녕 장씨(川寧 張氏)는 경기도 여주시를 본관으로 한다.
- 연안 장씨(延安 張氏)는 황해도 연안군을 본관으로 한다.
- 동래 장씨(東萊 張氏)는 부산광역시 동래구를 본관으로 한다.
- 광주 장씨(光州 張氏)는 광주광역시를 본관으로 한다.
- 남양 장씨(南陽 張氏)는 경기도 화성시 남양읍을 본관으로 한다.
- 서산 장씨(瑞山 張氏)는 충청남도 서산시를 본관으로 한다.
- 순흥 장씨(順興 張氏)는 경상북도 영주시 순흥면을 본관으로 한다.
- 정읍 장씨(井邑 張氏)는 전북특별자치도 정읍시를 본관으로 한다.
- 충주 장씨(忠州 張氏)는 충청북도 충주시를 본관으로 한다.
- 옥천 장씨(沃川 張氏)는 충청북도 옥천군을 본관으로 한다.
- 순창 장씨(淳昌 張氏)는 전북특별자치도 순창군을 본관으로 한다.